# Dysdaemonia jordani
Dysdaemonia jordani är en fjärilsart som beskrevs av Eugenio Giacomelli 1925. Dysdaemonia jordani ingår i släktet Dysdaemonia och familjen påfågelsspinnare. Inga underarter finns listade i Catalogue of Life.